# Capilla de Santa Ana (Inagoj)
La Capilla de Santa Ana o la Iglesia de Santa Ana (en francés: Chapelle Saint-Anne d'Inagoj) y también escrito como Capilla de Inagod es un edificio religioso  católico de la localidad de Inagod en Lifou en las Islas de la Lealtad, en Nueva Caledonia, una dependencia de Francia en Oceanía.
La capilla se encuentra en el distrito de Losi en Inagod. Es accesible por la RM1 y está en el lado derecho de la carretera principal al sur de la isla. Se encuentra a 10 metros sobre el mar.
Según los escritos de J. B. P. Fabre, la capilla se construyó en 1866 y se hizo con materiales como el yeso. La construcción de este edificio fue hecho por la tribu para el mismo reverendo y, al mismo tiempo, se construyó una pequeña casa a 5 metros de la capilla, al lado suroeste.
La capilla se utiliza principalmente para el culto católico. 
Una nueva capilla fue construida de acuerdo a un plan octogonal, de acuerdo a los diseños antiguos de la arquitectura cristiana.